# Вафа Мустафа
Вафа Алі Мустафа (араб. وفا علي مصطفى; нар. 1990 , Сирія) — сирійська правозахисниця та журналістка, яка бореться за звільнення сирійських військовополонених.

## Життєпис
Мустафа почала вести активну діяльність після зникнення її батька Алі Мустафи, правозахисника, якого взяли під варту в липні 2013 року. 
Ще в 2011 році з боку Державної безпеки Сирії, Алі був заарештований разом зі своїм колегою Хусамом аль-Дафрі озброєними людьми в цивільному одязі на початку антирежимних протестів. Після арешту батька, переїхала у Алеппо, а згодом до Туреччини . 
У 2016 році вона переїхала до Німеччини. 
30 травня 2020 року Вафа Мустафа провела акцію біля будівлі суду у місті Кобленц (Німеччина), де розмістила 61 фотографію людей, які зникли у Сирії. 
Вафа Мустафа є членкинею організації «Сім’ї за свободу» . Як член цієї організації в 2020 році вона активно лобіювала у Радбезі ООН рішення щодо сирійських політичних в'язнів, щоб сирійська влада оприлюднила імена та місце розташування всіх сирійських в'язнів. 
Сьогодні Вафа Мустафа працює, щоб отримати будь-яку інформацію про свого батька та інших затриманих в'язнів. 
У квітні 2022 року брала участь у дискусії українських та сирійських активістів «Наші рани можуть бути мостами: нитки, які зв’язують нас від Сирії до України».